# 582 Olympia
Az 582 Olympia egy a Naprendszer kisbolygói közül, amit August Kopff fedezett fel 1906. január 23-án.